# Ghia Gilda Streamline X
Pour les articles homonymes, voir Ghia, Gilda (homonymie), Streamline et X.
La Ghia Gilda Streamline X coupé est une voiture à moteur d'avion concept car GT expérimentale à turbine à gaz, du constructeur automobile américain Chrysler, conçue par le designer automobile italien Ghia, et présentée au salon de l'automobile de Turin 1955.

## Historique
Cette voiture à moteur d'avion est conçue par le chef designer italien Ghia Giovanni Savonuzzi (en), pour Virgil Exner, chef designer américain du groupe Chrysler. 

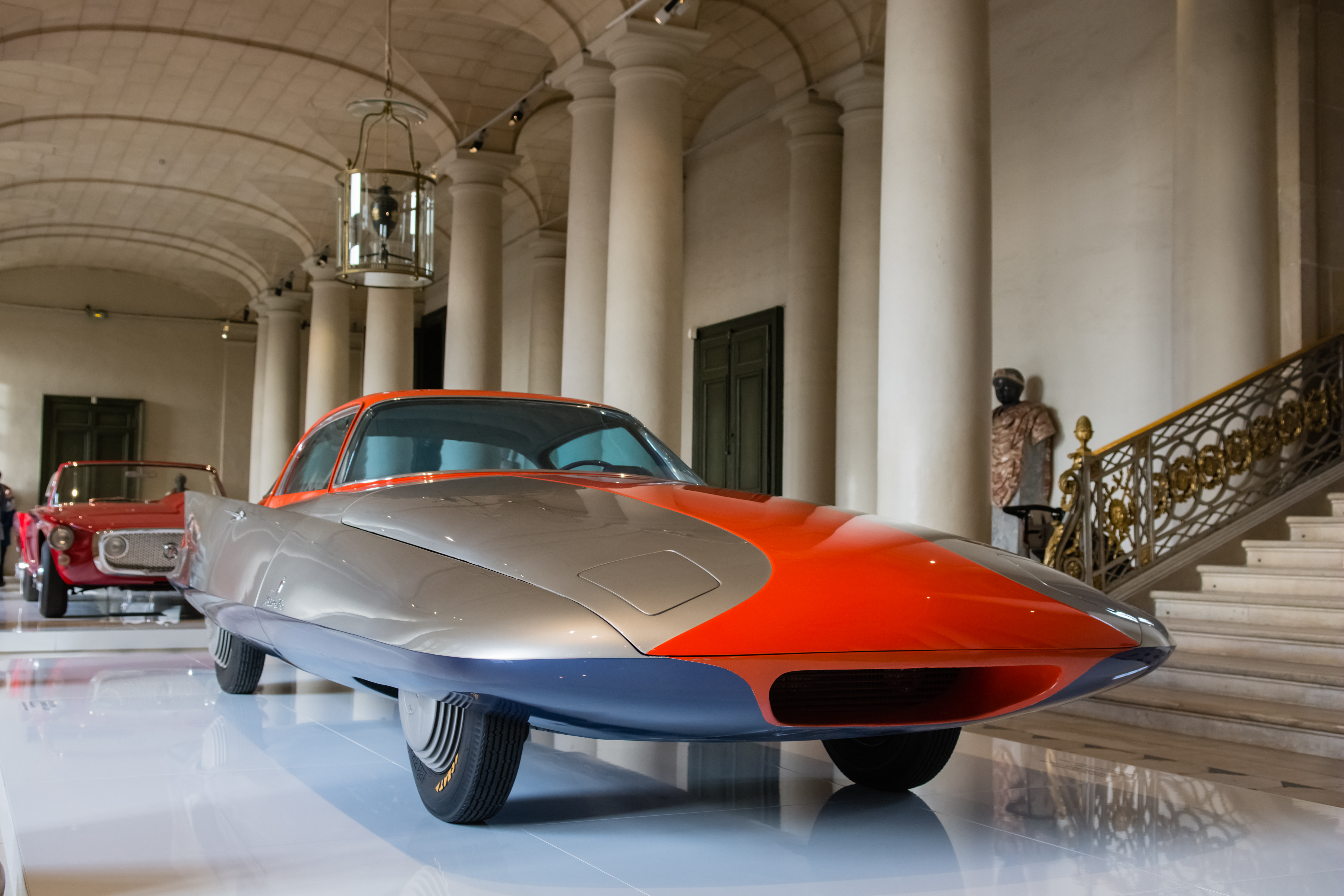
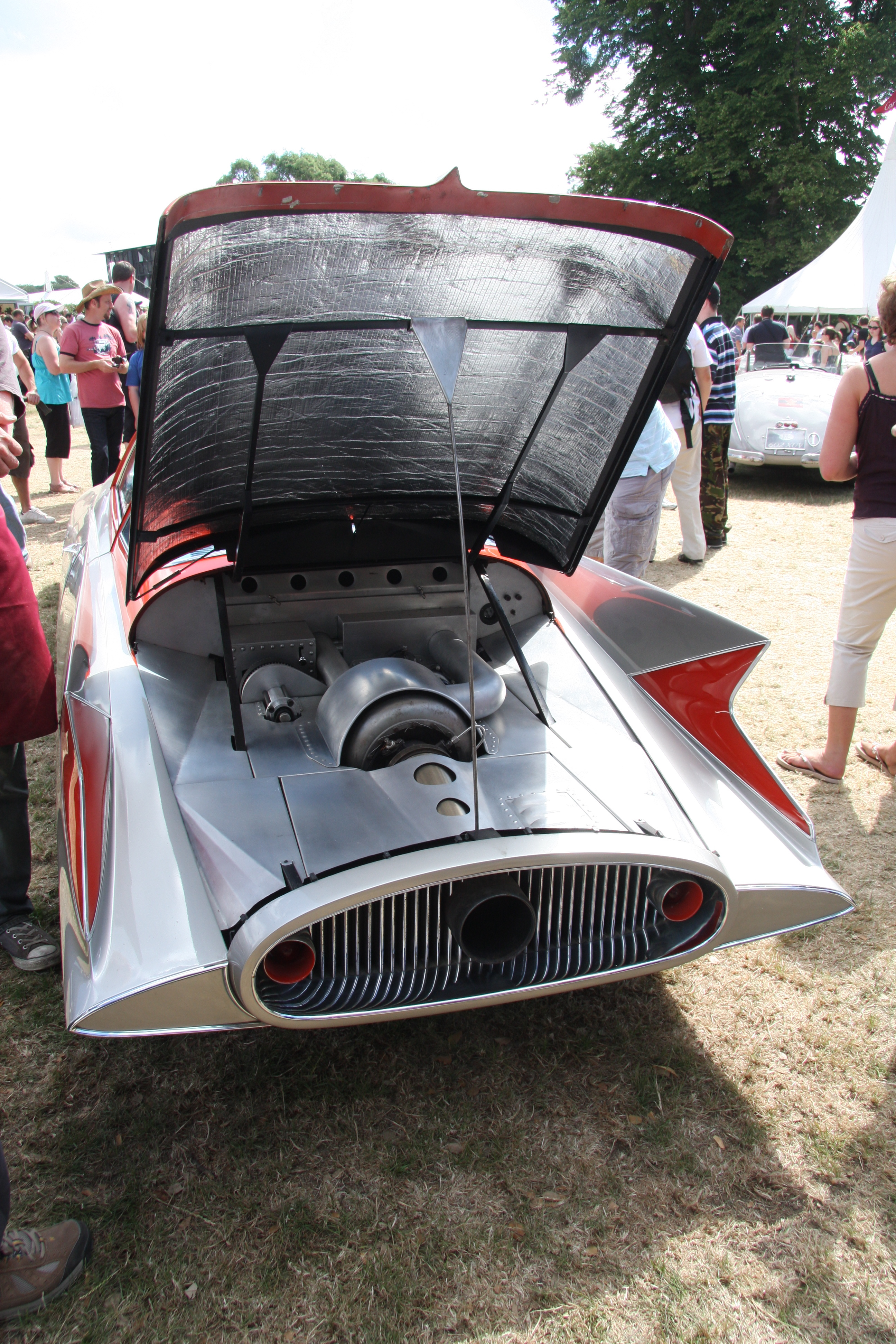
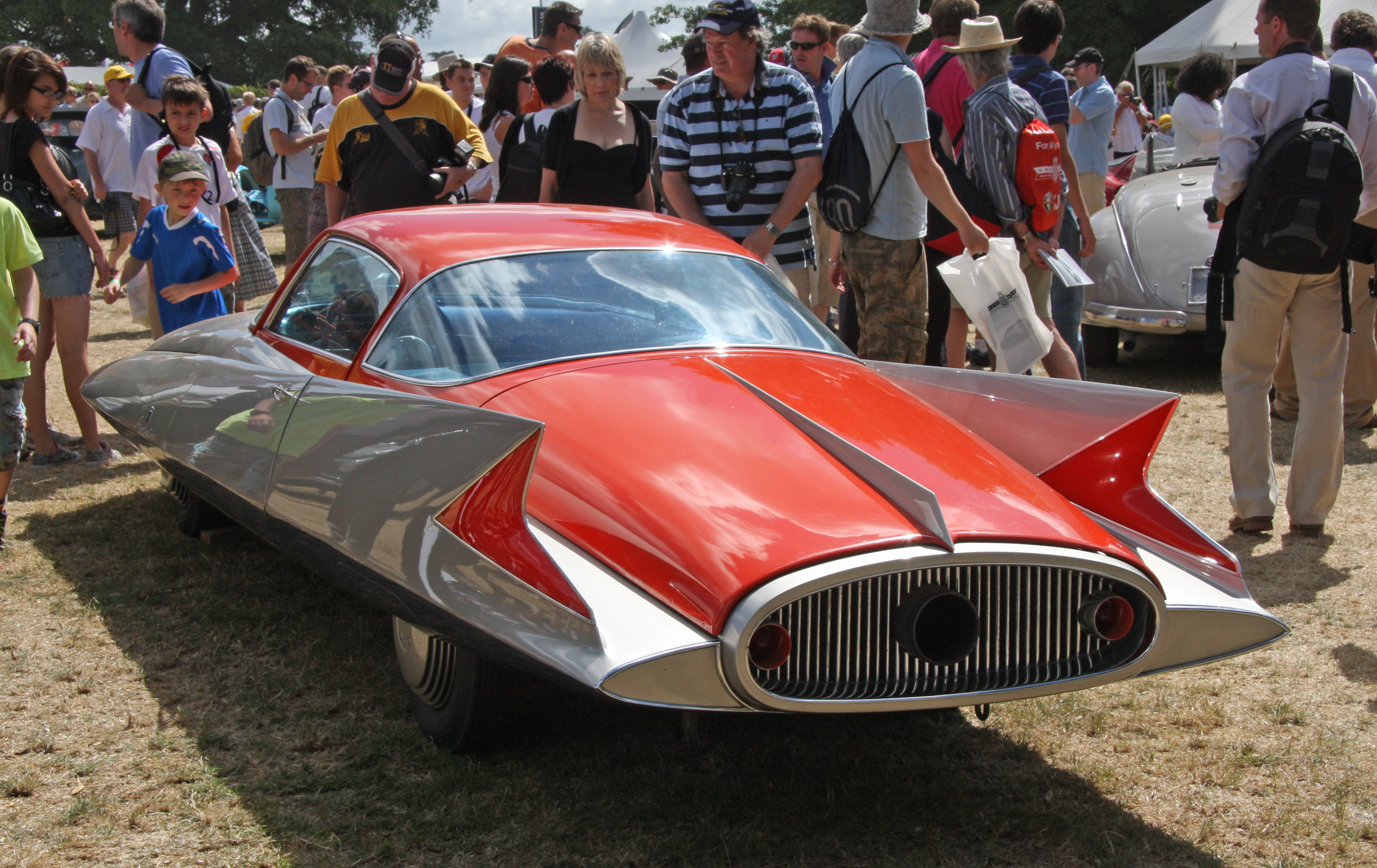

Elle est nommée du nom de Gilda, personnage interprété par Rita Hayworth, star américaine emblématique des années 1940, du film Gilda de 1946, de Charles Vidor, de la Columbia Pictures,.

### Carrosserie

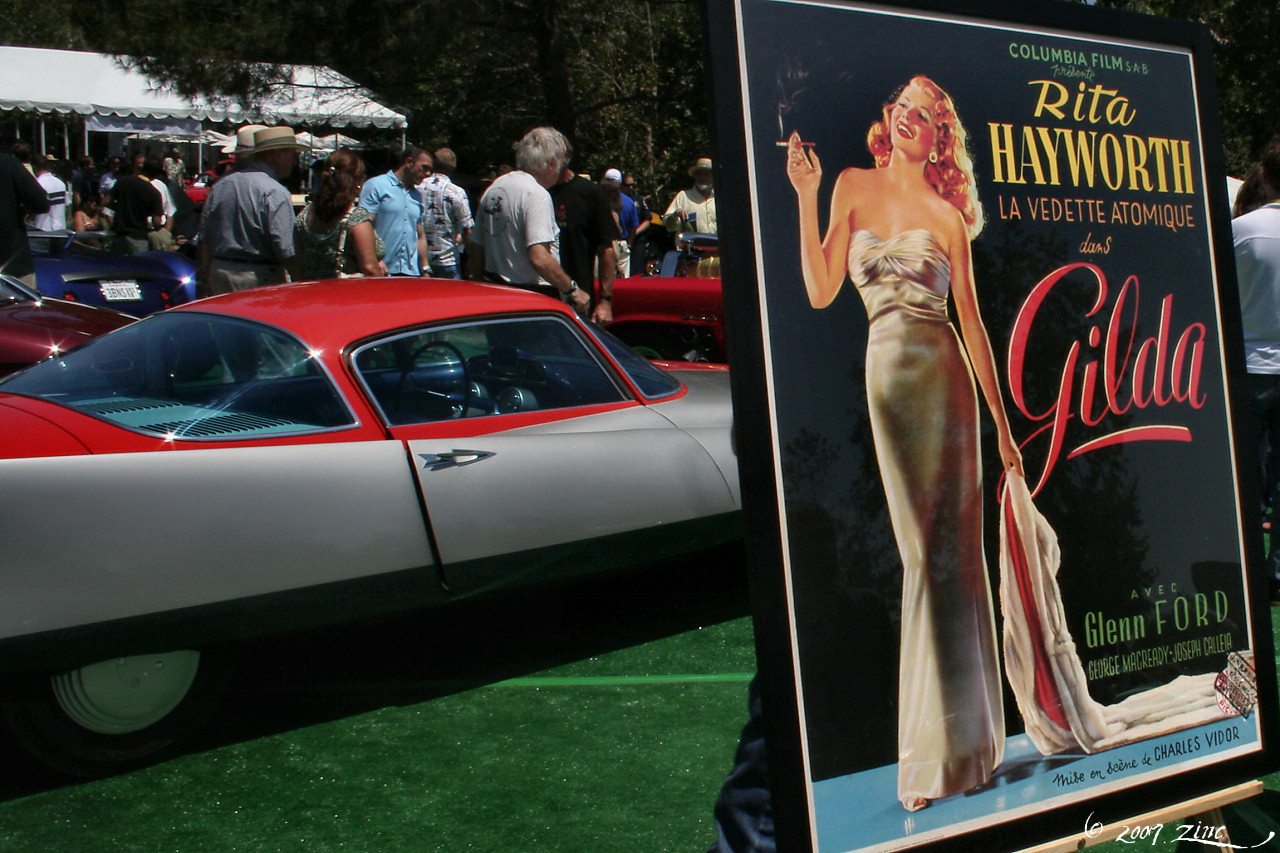
Avec l'affiche du film Gilda de Charles Vidor (1946), avec l'actrice Rita Hayworth.

A l'image de nombreux concept cars futuristes de l'époque de « l'ère du jet supersonique et de l'ère spatiale américaine des années 1950 » ce concept car de style « Streamline Moderne » est conçu en forme d'avion-fusée, avec un arrière fastback en forme de réacteur d'avion à ailerons inspirés de l'aéronautique. Son aérodynamique est testée dans la soufflerie de l’École polytechnique de Turin.

### Propulsion
Elle est propulsée par une turbine à gaz expérimentale, pour une vitesse de pointe annoncée de 225 km/h. 

## Musées, expositions
Ce prototype est exposé dans de nombreux salons automobiles américains et européens, puis dans des musées The Henry Ford de Dearborn (Michigan), Musée national de l'automobile de Reno (Nevada), et musée de l'automobile de Blackhawk près de San Francisco en Californie, avant d’être vendu à un particulier qui la rénove entièrement avec une turbine à gaz Garrett AiResearch, pour l'exposer depuis dans de nombreux concours d'élégance internationaux,.

## Concurrentes
Cette voiture à moteur d'avion à turbine à gaz futuriste a entre autres pour concurrentes de l'époque les Fiat 8V Supersonic (1952), General Motors Firebird I, II, et III (1953, 1956, 1959), Alfa Romeo BAT (1953), Fiat Turbina (1954), Ford FX-Atmos (1954), Ford Mystere (1955), Renault Étoile filante (1956), Moto Guzzi Nibbio II (1956), Oldsmobile Golden Rocket (1956), Ford Nucleon (1958), Cadillac Cyclone (1959), Bluebird-Proteus CN7 (1960), Chrysler Turbine (1960), ou Rover-BRM (1964)... 